# العلاقات الآيسلندية الهندية
العلاقات الآيسلندية الهندية هي العلاقات الثنائية التي تجمع بين آيسلندا والهند.

## مقارنة بين البلدين
هذه مقارنة عامة ومرجعية للدولتين:
| وجه المقارنة                                              | آيسلندا          | الهند                       |
| --------------------------------------------------------- | ---------------- | --------------------------- |
| المساحة (كم2)                                             | 103.00 ألف       | 3.29 مليون                  |
| عدد السكان (نسمة)                                         | 317.35 ألف       | 1.35 مليار                  |
| الكثافة السكانية (ن./كم²)                                 | 3.08             | 410.33                      |
| العاصمة                                                   | ريكيافيك         | نيودلهي                     |
| اللغة الرسمية                                             | اللغة الآيسلندية | اللغة الهندية، لغة إنجليزية |
| العملة                                                    | كرونة آيسلندية   | روبية هندية                 |
| الناتج المحلي الإجمالي (بليون دولار)                      | 23.91 مليار      | 2.60 تريليون                |
| الناتج المحلي الإجمالي (تعادل القوة الشرائية) بليون دولار | 15.79 مليار      | 8.00 تريليون                |
| الناتج المحلي الإجمالي الاسمي للفرد دولار أمريكي          | 50.17 ألف        | 1.60 ألف                    |
| الناتج المحلي الإجمالي للفرد دولار أمريكي                 | 46.55 ألف        | 5.70 ألف                    |
| مؤشر التنمية البشرية                                      | 0.899            | 0.609                       |
| رمز المكالمات الدولي                                      | +354             | +91                         |
| رمز الإنترنت                                              | .is              | .in، .भारत ‏، .بھارت ‏،        |
| المنطقة الزمنية                                           | 00، أوروبا/لندن ‏ | ت ع م+05:30، توقيت الهند    |

## منظمات دولية مشتركة
يشترك البلدان في عضوية مجموعة من المنظمات الدولية، منها:
| علم المنظمة | اسم المنظمة                        | تاريخ انضمام آيسلندا | تاريخ انضمام الهند |
| ----------- | ---------------------------------- | -------------------- | ------------------ |
|             | يونسكو                             | 8 يونيو 1964         | 4 نوفمبر 1946      |
|             | الفريق المعني برصد الأرض           | ?                    | ?                  |
|             | مؤسسة التمويل الدولية              | 20 يوليو 1956        | 20 يوليو 1956      |
|             | منظمة حظر الأسلحة الكيميائية       | ?                    | ?                  |
|             | مؤسسة التنمية الدولية              | 19 مايو 1961         | 24 سبتمبر 1960     |
|             | منظمة التجارة العالمية             | ?                    | 1995               |
|             | نظام تحكم تكنولوجيا القذائف        | 1993                 | 2016               |
|             | وكالة ضمان الاستثمار متعدد الأطراف | 25 سبتمبر 1998       | 6 يناير 1994       |
|             | الاتحاد البريدي العالمي            | ?                    | ?                  |
|             | منظمة الشرطة الجنائية الدولية      | ?                    | ?                  |
|             | الأمم المتحدة                      | 19 نوفمبر 1946       | 30 أكتوبر 1945     |
|             | الاتحاد الدولي للاتصالات           | 1 أكتوبر 1906        | 1869               |
|             | البنك الدولي للإنشاء والتعمير      | 27 ديسمبر 1945       | 27 ديسمبر 1945     |
|             | المنظمة الهيدروغرافية الدولية      | ?                    | ?                  |

## وصلات خارجية
- موقع وزارة الخارجية الآيسلندية
- موقع وزارة الخارجية الهندية